# Loeflingia squarrosa
Loeflingia squarrosa là loài thực vật có hoa thuộc họ Cẩm chướng. Loài này được Nutt. mô tả khoa học đầu tiên năm 1838.